# عروس اللص (رواية)
عروس اللص (بالإنجليزية: The Robber Bride)‏ هي رواية للكاتبة الكندية مارغريت آتوود، نشرت عام 1993، عن دار نشر ماكليلاند آند ستيوارت.